# Marcelino, chleb i wino (film 2010)
Marcelino, chleb i wino (tyt. oryg. Marcelino pan y vino) – meksykański film z 2010 roku w reżyserii José Luisa Gutiérreza Ariasa. Film jest remakiem filmu Ladislao Vajdy z 1955 pod tym samym tytułem i zarazem adaptacją powieści Marcelino chleb i wino: legenda hiszpańska autorstwa José Marii Sáncheza Silvy. 